# Drepanosticta dulitensis
Drepanosticta dulitensis – gatunek ważki z rodziny Platystictidae.